# Regione di Hradec Králové
La regione di Hradec Králové (in ceco Královéhradecký kraj) è una regione (kraj) della Repubblica Ceca, situata nella parte nord-orientale della regione storica della Boemia. Il suo nome è dato dal capoluogo Hradec Králové.
Confina a sud con la regione di Pardubice, a sud-ovest con la Boemia Centrale e a ovest con la regione di Liberec. Confina a nord con la Bassa Slesia polacca.

## Distretti
- Distretto di Hradec Králové
- Distretto di Jičín
- Distretto di Náchod
- Distretto di Rychnov nad Kněžnou
- Distretto di Trutnov

## Città
- Chlumec nad Cidlinou
- Dvůr Králové nad Labem
- Hradec Králové
- Jaroměř
- Jičín
- Náchod
- Rychnov nad Kněžnou
- Špindlerův Mlýn
- Trutnov